# Margot Louro
Margarida Teresa Dias, mais conhecida como Margot Louro (Rio de Janeiro, 23 de novembro de 1916 – São Lourenço, 28 de dezembro de 2011), foi uma atriz brasileira. Viúva do comediante Oscarito, seu esposo por 35 anos, de quem teve dois filhos, entre eles, a também atriz e dubladora Miriam Teresa. Era filha de José Carlos da Costa Velho e de Estephania Louro, de quem adotou o sobrenome. 
Faleceu no dia 28 de dezembro de 2011, em decorrência de um AVC depois de fraturar o fêmur.

## Filmografia

### Cinema
| Ano  | Título                        | Personagem    |
| ---- | ----------------------------- | ------------- |
| 1933 | A Voz do Carnaval             | —             |
| 1954 | Toda A Vida em Quinze Minutos | Passageira    |
| 1955 | O Golpe                       | Alice         |
| 1956 | Colégio de Brotos             | Florinda      |
| 1956 | Vamos com Calma               | Madame Pixoxó |
| 1956 | Guerra ao Samba               | —             |
| 1957 | Papai Fanfarrão               | Vera          |
| 1957 | De Vento em Popa              | Luiza         |
| 1959 | Esse Milhão é Meu             | Gertrudes     |
| 1959 | O Cupim                       | Valéria       |
| 1976 | O Ibraim do Subúrbio          | Vizinha       |
| 1985 | Tropclip                      | Lina          |

### Televisão
| Ano  | Título          | Personagem | Notas                             |
| ---- | --------------- | ---------- | --------------------------------- |
| 1971 | Caso Especial   | —          | Episódio: "O Crime do Silêncio"   |
| 1972 | O Primeiro Amor | Mercedes   | [ 6 ]                             |
| 1982 | Caso Verdade    | —          | Episódio: "Disque CVV para viver" |

## Teatro[8]
- 1932 - Al Tahmiro Bey
- 1932 - Grande Hotel
- 1932 - Mania de Grandeza
- 1932 - Mulher
- 1932 - O Amigo da Família
- 1932 - O Rosário
- 1932 - Pivette
- 1932 - Romance de um Moço Rico
- 1933 - Maria
- 1937 - A Mascote do Morro
- 1937 - A Menina de Ouro
- 1937 - Mamãe Eu Quero
- 1937 - Rumo ao Catete
- 1937/1938 - Três Pequenas do Barulho
- 1938 - O Cantor da Cidade
- 1938 - Bairro da Cidade
- 1938 - Romance dos Bairros
- 1939 - Camisa Amarella
- 1940/1941 - Disso É Que Gosto
- 1941 - A Cuíca Está Roncando
- 1942 - Da Guitarra ao Violão
- 1942 - Ofensiva da Primavera
- 1942 - Tripas à Moda do Porto
- 1943 - Defesa da Borracha
- 1943 - Ouro de Lei
- 1944 - As Lavadeiras
- 1944 - Fogo na Canjica
- 1944 - Momo nas Cabeceiras
- 1944 - Toca pro Pau
- 1945 - A Cobra Tá Fumando
- 1946 - Nem Te Ligo!
- 1953 - Cupim
- 1955 - O Golpe
- 1971/1974 - Casa de Bonecas

## Prêmios e Indicações
| Ano  | Premiação                   | Categoria                | Obra            | Resultado | Ref.  |
| ---- | --------------------------- | ------------------------ | --------------- | --------- | ----- |
| 1957 | Prêmio Governador do Estado | Melhor Atriz Coadjuvante | Papai Fanfarrão | Venceu    | [ 4 ] |